# 洛克維茲宮

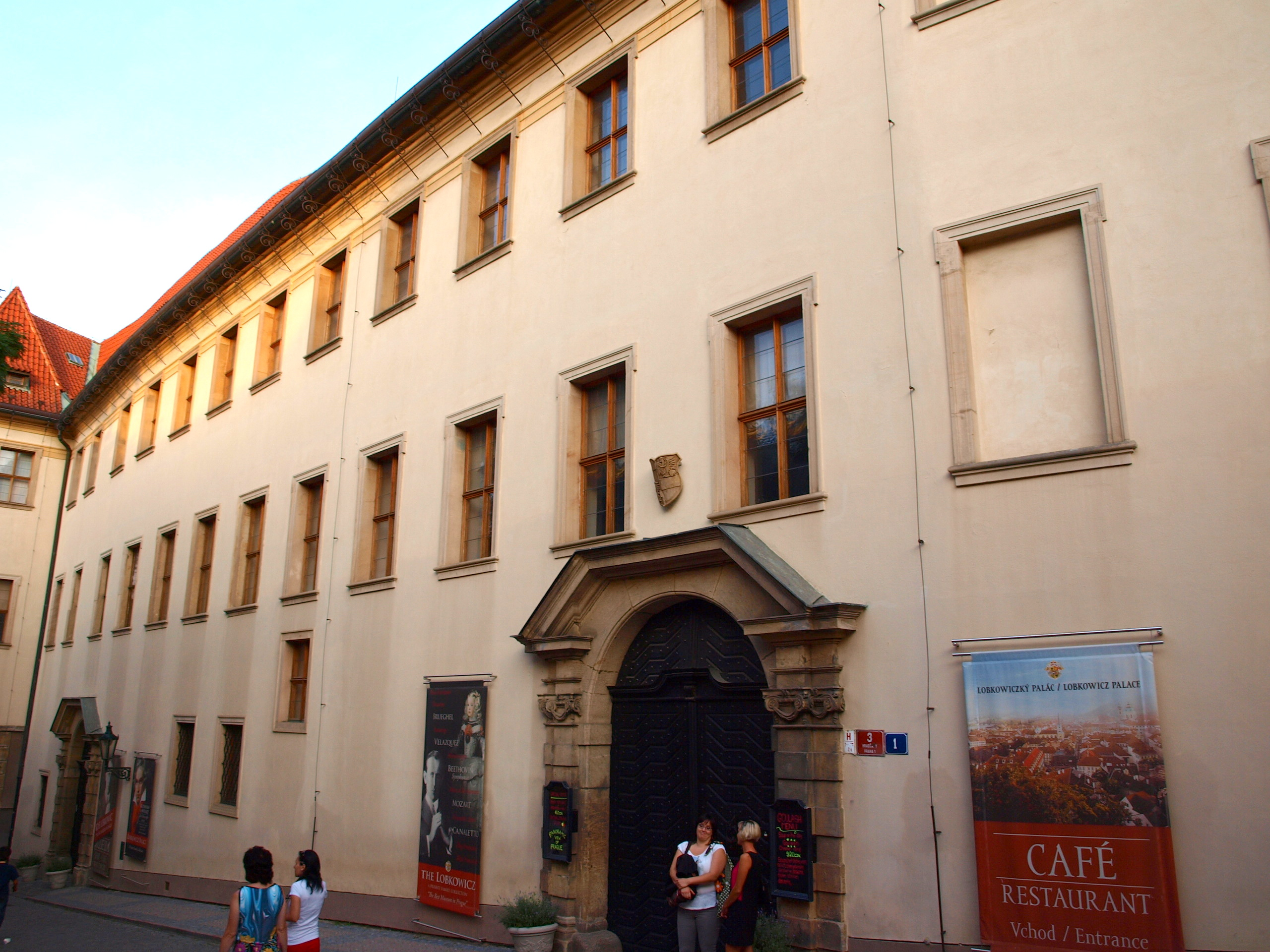
洛克維茲宮外景

洛克維茲宮是位於捷克首都布拉格布拉格城堡內的一座建築，也是布拉格城堡內唯一一座由私人所有的建築。現在洛克維茲宮是一座美術館，此外還並設有咖啡館。